# 丸三産業
丸三産業株式会社（まるさんさんぎょう、英文名称：MARUSAN INDUSTRY CO.,LTD）は、愛媛県大洲市に本社を置くコットン不織布製造メーカーで、化粧綿（化粧用パフ）の国内販売額ではトップシェア（36%）である。またコットン製品の原料となる「さらし綿」の国内シェアは90％以上を誇る。

## 事業所
- 本社・大洲工場 - 愛媛県大洲市徳森1349番地
- 東京支店 - 東京都豊島区北大塚1-13-4 オーク大塚ビル4F
- 大阪支店 - 大阪府大阪市中央区瓦町1-4-11 衛材ビル5F
- 五十崎工場 - 愛媛県喜多郡内子町五十崎乙757-1
- 西予工場 - 愛媛県西予市宇和町田苗真土950番地1
- 香南工場 - 高知県香南市香我美町徳王子123番地

## 沿革
- 1941年（昭和16年） 5月 - 八幡浜市に於いて操業を開始。
- 1948年（昭和23年）10月 - 丸三産業株式会社を設立。
- 1963年（昭和38年） 2月 - 生理用衛生紙綿の製造。
- 1970年（昭和45年） 4月 - 生理用ナプキン製造工場（大洲市徳森）を建設。
  - 12月 - 生理用ナプキンを開発（消臭効果のある活性炭素入）
- 1972年（昭和47年） 1月 - テープ付き生理用ナプキン製造機を開発。
  - 2月 - 両サイドプレス型化粧パフの製造（大洲工場に化粧綿製造工場を建設）
- 1978年（昭和53年） 7月 - オリオン薬品工業を買収（八幡浜工場内に清浄綿工場を建設）
- 1985年（昭和60年） 9月 - (株)資生堂と共同出資にて（株）ミュウプロダクツを設立、生理用ナプキンの製造開始。
  - 10月 - 喜多郡五十崎町に工場を新設。
- 1986年（昭和61年） 8月 - サーマルボンド不織布の製造設備（大洲工場敷地内）新設。
- 1989年（平成元年）12月 - オリオン薬品工業を移転（大洲工場敷地内）
- 1990年（平成 2年） 6月 - ドライガーゼ（コットン100%不織布を素材）の本格生産を開始。
- 1991年（平成 3年） 9月 - コットン不織布製造設備を倍増させる。
- 1992年（平成 4年）11月 - 新倉庫・物流センター（五十崎工場内）を建設。
- 1993年（平成 5年） 9月 - ロボットシステム（化粧綿製造工程）を導入。
- 1996年（平成 8年） 3月 - 混合吸収シート製造ライン（五十崎工場内）を新設。
- 1997年（平成 9年） 3月 - ロボットシステム（脱脂綿工程のカット綿製造）を導入。
- 1998年（平成10年） 6月 - 封入型パフ（シルキー）製造ラインを新設。
- 2000年（平成12年） 8月 - オイルハンター販売を開始。
  - 9月 - アルコール脱脂綿新工場（五十崎工場内）を建設。
- 2001年（平成13年） 6月 - 丸三産業ホームページ開設。
- 2003年（平成15年） 2月 - 脱脂綿工場及び事務所を改築（五十崎工場内）。
- 2004年（平成16年）12月 - 環境事業部の設置（水稲布マルチシート、油吸着材製造）。
- 2005年（平成17年） 2月 - ニードルパンチ加工工場（西予市宇和町田苗真土）を新設。
  - 11月 - 晒綿の設計・製造・販売についてISO9001認証取得。
- 2006年（平成18年）11月 - 原反・化粧綿へのISO9001拡大認証。
- 2007年（平成19年） 4月 - 品質保証体制を強化（五十崎工場検査室を改築）。
  - 6月 - 「元気なモノ作り中小企業300社2007年」に選定される。
  - 6月 - オリオン薬品工業パウチ製造ラインを増築。
  - 7月 - 五十崎工場精練・混打綿ライン改築、増産・品質強化のための設備改善。
  - 11月 - 新社是制定。
- 2008年（平成20年） 1月 - 布マルチシート、愛媛県優良リサイクル製品に認定。
  - 7月 - 株式会社MCT西条を設立。
  - 11月 - 西条工場第一期工事完成。
  - 12月 - オリオン薬品工業(株)医薬品の製造販売承認取得。
- 2009年（平成21年） 4月 - オゾン漂白設備（五十崎工場）の導入。
  - 5月 - 西条工場本格稼動開始。
- 2010年（平成22年） 11月 - 大三と業務提携。
- 2011年（平成23年） 11月 - 白元との共同出資により、コットン・ラボ株式会社を設立、コットンを中心とした医療用品や衛生用品等の製造・販売開始。
- 2014年（平成26年） 
  - 6月 - 白元から大三の株式を取得、子会社化。
  - 8月 - 白元からコットン・ラボの株式を取得、完全子会社化。
- 2015年（平成27年） 
  - 1月 - オリオン薬品工業を経営統合。
  - 7月 - パウチ第二ライン新設、パウチタイプの医薬品製造ラインを拡張。
- 2016年（平成28年） - 新設スライバー・コットンヤーン製造ライン本格稼働開始。
- 2017年（平成29年）
  - 4月 - エミニナール保険合同会社を設立。
  - 5月 - 大洲工場アルコールコットン製造ラインの稼働開始。
- 2018年（平成30年）
  - 4月 - 五十崎工場アルコールコットン製造ラインの大洲工場移設後稼働開始。
  - 9月 - ルネサス セミコンダクタ マニュファクチュアリング株式会社 高知工場の譲受。
- 2019年（令和元年）9月 - 香南工場不織布ライン稼働開始。
- 2020年（令和2年）1月 - 香南工場 晒綿製造ライン稼働開始。
- 2022年（令和4年）7月 - 大洲市徳森に徳森倉庫新設。

## 事業内容
- 晒綿製造
- 不織布製造
  - スパンレース製造
  - エンボス製造
- 加工品製造
  - 化粧パフ製造
  - 脱脂綿製造
  - アルコール綿製造
  - 清浄綿製造
  - ウェットボトル製造
  - お茶パック製造
- 布マルチシート製造（無農薬直播有機栽培用）

## 関連会社
- 愛媛木蝋工業株式会社
- 株式会社MCT西条
- エコプロダクツ株式会社
- エミニナール保険合同会社
- コットン・ラボ株式会社
- 有限会社ハルミコーポレーション
- 大三株式会社
- 有限会社二宮建設